# Sant Joaquim (Martorelles)
Sant Joaquim és una església de Martorelles (Vallès Oriental) inclosa a l'Inventari del Patrimoni Arquitectònic de Catalunya.
Es tracta d'un edifici modern, construït amb maó com a material bàsic. A la dreta de la façana hi ha el campanar, de secció quadrada i també de maó, amb buit quadrat a cada cara del polígon, per situar les campanes. L'eix central de la façana queda remarcat per un vitrall allargat situat verticalment. La teulada és a dues aigües. Té una nau central i dues de laterals, i el desnivell que existeix entre elles permet d'il·luminar l'interior amb vitralls. Interiorment es reflecteix la teulada de dues vessants, amb un entramat de maó i bigues de formigó armat. Té cinc trams i capelles a cada costat de la nau.
Fou inaugurada l'any 1976.